# Beaumesnil, Eure
Beaumesnil je naselje in občina v severnem francoskem departmaju Eure regije Zgornje Normandije. Naselje je leta 2008 imelo 542 prebivalcev.

## Geografija
Kraj leži v pokrajini Normandiji 39 km zahodno od Évreuxa.

## Uprava
Beaumesnil je sedež istoimenskega kantona, v katerega so poleg njegove vključene še občine Ajou, La Barre-en-Ouche, Bosc-Renoult-en-Ouche, Épinay, Gisay-la-Coudre, Gouttières, Grandchain, Les Jonquerets-de-Livet, Landepéreuse, Le Noyer-en-Ouche, La Roussière, Saint-Aubin-des-Hayes, Saint-Aubin-le-Guichard, Saint-Pierre-du-Mesnil, Sainte-Marguerite-en-Ouche in Thevray s 4.247 prebivalci.
Kanton Beaumesnil je sestavni del okrožja Bernay.

## Zanimivosti
- renesančni grad Château de Beaumesnil iz 17. stoletja;